# تپه برمی
تپه برمی مربوط به دوران پیش از تاریخ ایران باستان است و در ۳ کیلومتری جنوب رامهرمز واقع شده و این اثر در تاریخ ۲۰ تیر ۱۳۴۷ با شمارهٔ ثبت ۴۰۳ به‌عنوان یکی از آثار ملی ایران به ثبت رسیده است.